# Олизарка
Олизарка (укр. Олізарка) — село на Украине, находится в Пулинском районе Житомирской области.
Код КОАТУУ — 1825481202. Население по переписи 2001 года составляет 177 человек. Почтовый индекс — 12000. Телефонный код — 4131. Занимает площадь 0,767 км².

## Адрес местного совета
12055, Житомирская область, Пулинский р-н, с. Вьюнки, ул. Щорса, 1